# ネメグト層
ネメグト層（ネメグトそう）は、モンゴル国のゴビ砂漠に分布する上部白亜系の地層。河道堆積物からなり、魚類・ワニおよび鳥類を含む多様な恐竜など、複数の動物化石が産出している。

## 説明
ネメグト層は太古の湖沼・河川・氾濫原で堆積した泥岩と砂岩から構成される。Altan Uul locality は Michael Novacek により「急勾配の崖と狭い侵食」を伴う「非常に富んだ一連の堆積岩から切り出された峡谷」として記載された。ネメグト層に関連する気候はそれ以前に堆積した層のものよりも湿潤であり、少なくともある程度の森林被覆が存在したとみられる。化石化した樹木の幹も発見されている。これらの石化した樹木およびナンヨウスギ科の球果植物の痕跡からは、ネメグト層の森林が発達しており、背の高い球果植物の木々による高い林冠が存在していたことが示唆される。調査の結果、ネメグト層の岩相からは、小川・河道・平瀬・浅い湖が存在したことが示唆される。また堆積物からは、白亜紀の巨大な恐竜を支える多様な食物が豊富に存在する、豊かな生息地であったことが示唆される。

## 層序

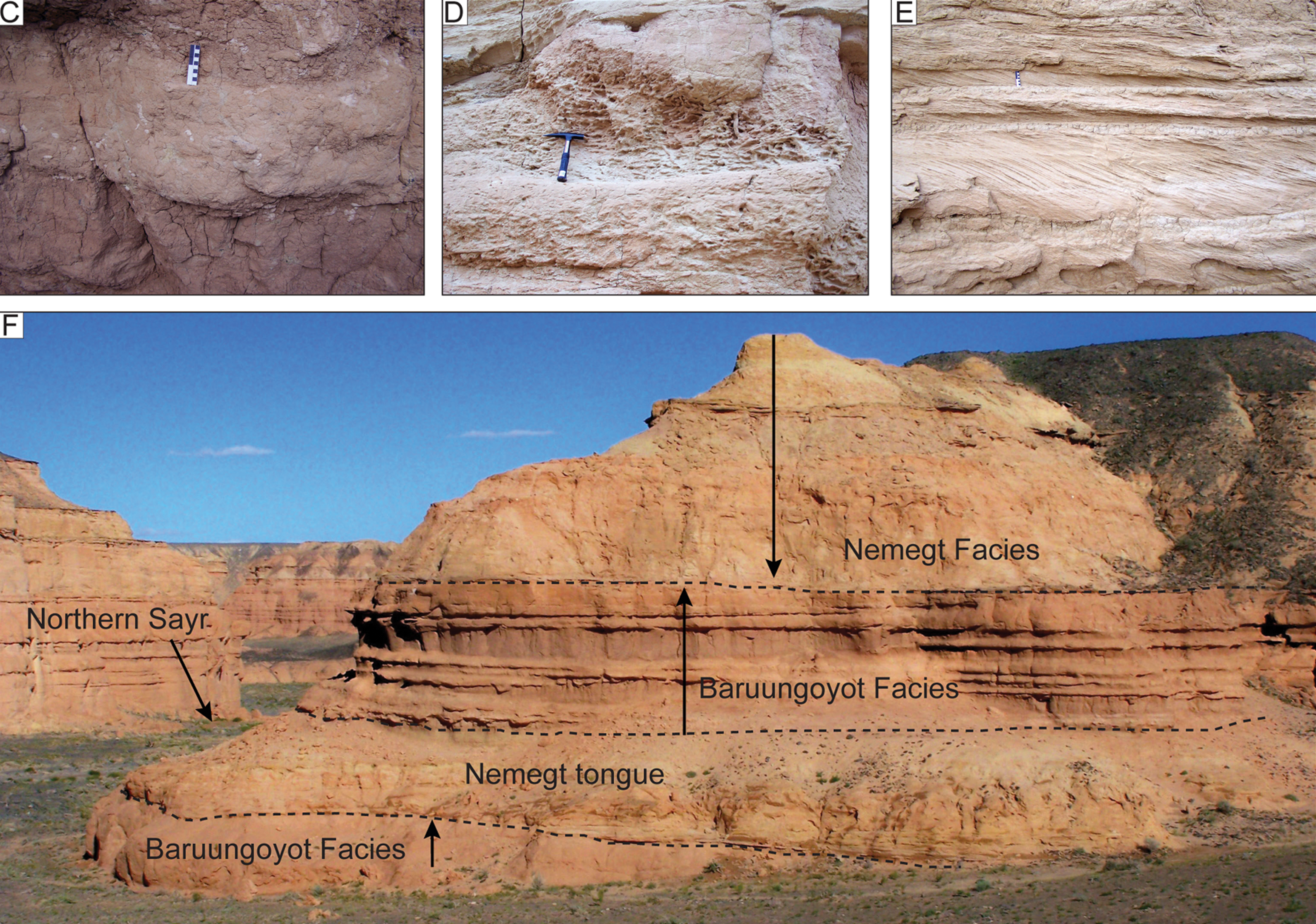
ネメグト層とバルンゴヨット層

ネメグト層は3つの非公式の部層に区分されることが多い。下部の部層は氾濫原堆積物が卓越しており、中部および上部の部層は湿地堆積物・湖成堆積物・氾濫原堆積物などからなる。堆積物はその下層であるバルンゴヨット層の典型的な赤色と比較して、通常明るい灰色から褐色を呈する。ネメグト層はバルンゴヨット層の上に堆積しており、場所によっては指交する場合もある。指交は標準層序(Red Walls)と Hermiin Tsav で記録されている。ネメグト層の絶対年代は測定されていない。歴史的に、存在する化石の比較からネメグト層は後期カンパニアン期からマーストリヒチアン期の地層と考えられているが、精密な年代測定は行われていない。下位層のバルンゴヨット層はサントニアン期からカンパニアン期の地層であることが示唆され、Shuvalov (2000) は中部および上部バルンゴヨット層のものとされる玄武岩に適用したカリウム-アルゴン法に基づいき、当該玄武岩の年代を7500万年前から8000万年前のものとした。

## 化石
ネメグト層から産出した動物化石の例として、ワニではパラリガトル、魚類ではハレナイクチスがある。恐竜では曲竜類（サイカニアやタルキア）、獣脚類（アダサウルス、デイノケイルス、アンセリミムス、ネメグトマイア、アリオラムスなど）、鳥脚類（バルスボルディアやサウロロフスなど）、堅頭竜類（ホマロケファレとプレノケファレ）、竜脚類（ネメグトサウルス、オピストコエリカウディアなど）が産出している。